# Купару (Дамбовица)
Купару (рум. Cuparu) насеље је у Румунији у округу Дамбовица у општини Драгодана. Oпштина се налази на надморској висини од 179 m.

## Становништво
Према подацима из 2002. године у насељу је живело 522 становника, од којих су сви румунске националности.